# Forêts subhumides de Madagascar
Localisation
Les forêts subhumides de Madagascar sont une écorégion de forêts tropicales humides de feuillus, qui couvrait à l'origine la plus grande partie des Hautes Terres du centre de l'île de Madagascar.

## Cadre
Ces forêts couvraient la plus grande partie des Hautes-Terres, au-dessus d'environ 800 mètres d'altitude à l'est et de 600 mètres d'altitude à l'ouest. L'écorégion a une superficie d'environ 199 500 kilomètres carrés. Les hautes terres du nord-est sont soumises aux vents humides, tandis que les zones au sud, à l'ouest et au nord se trouvent à l'ombre des montagnes qui limitent les pluies. Les forêts subhumides sont délimitées à l'est le long de la bande côtière par les forêts humides de plaine, au nord, nord-ouest et à l'ouest par les forêts sèches à feuilles caduques et au sud-ouest et au sud par les forêts de plantes succulentes et les fourrés épineux. En quatre endroits au-dessus de l'altitude de 1 800 à 2 000 mètres, les forêts subhumides cèdent la place aux fourrés éricoïdes. La montagne d'Ambre, près de la pointe nord de l'île, contient une importante poche de forêt subhumide entourée, à basse altitude,  par de la forêt sèche à feuilles caduques. L'écorégion comprend également, au sud-ouest, les massifs isolés d'Analavelona et d'Isalo, entourés de forêts succulentes à basse altitude.

## Flore
La flore originale de l'écorégion a été beaucoup modifiée par l'activité humaine; de vastes zones ont été défrichées pour l'agriculture, le pâturage et la culture du riz et certaines espèces exotiques ont été introduites. Des poches de forêts denses de conifères existent encore, comme des bois clairsemés. De vastes zones sont couvertes de prairies mais elles sont le résultat de l'intervention humaine. D'importantes zones sont devenues désertiques à la suite de vastes brûlis principalement à partir de 1970, où la pression démographique a conduit les peuples autochtones à pratiquer une agriculture dont les méthodes ne peuvent être qu'à court terme.
Ces forêts humides abritent plusieurs espèces de plantes à l'origine de la flore des zones tempérées de l'hémisphère antarctique, comme plusieurs espèces de Podocarpaceae (Podocarpus et Afrocarpus) et Takhtajania perrieri de la famille des Winteraceae.

## Faune
Les forêts subhumides étaient autrefois le refuge de la mégafaune endémique de l'île. Le long isolement de Madagascar a entraîné une faune très limitée des mammifères terrestres endémiques, en particulier les lémuriens, adaptés pour occuper certains créneaux. Les lémuriens géants, aujourd'hui disparus, étaient aussi grands que les gorilles adultes. Plusieurs espèces d'Aepyornithiformes, des genres de ratites incapables de voler, ont elles aussi disparu depuis l'arrivée de l'homme il y a environ 2 000 ans, dont Aepyornis maximums, la plus grande espèce d'oiseau qui ait jamais existé.

### Vertébrés endémiques
1. Anoures
  - Cophyla phyllodactyla
  - Platypelis alticola
  - Platypelis milloti
  - Platypelis tsaratananaensis
  - Plethodontohyla brevipes
  - Plethodontohyla guentherpetersi
  - Plethodontohyla laevipes
  - Plethodontohyla serratopalpebrosa
  - Rhombophryne testudo
  - Scaphiophryne madagascariensis
  - Stumpffia gimmeli
  - Stumpffia psologlossa
  - Stumpffia pygmaea
  - Mantella aurantiaca
  - Mantella crocea
  - Mantella viridis
  - Mantidactylus decaryi
  - Mantidactylus depressiceps
  - Mantidactylus domerguei
  - Mantidactylus eiselti
  - Mantidactylus elegans
  - Mantidactylus mocquardi
  - Boophis albilabris
  - Boophis brachychir
  - Boophis jaegeri
  - Boophis laurenti
  - Boophis mandraka
  - Boophis pauliani
  - Boophis reticulatus
  - Heterixalus variabilis
2. Squamates
  - Brookesia ambreensis
  - Brookesia antakarana
  - Brookesia bekolosy
  - Brookesia betschi
  - Brookesia exarmata
  - Brookesia lineata
  - Brookesia lolontany
  - Brookesia valerieae
  - Calumma tsaratananense
  - Furcifer campani
  - Furcifer minor
  - Furcifer petteri
  - Alluaudina mocquardi
  - Compsophis albiventris
  - Liopholidophis dolicocercus
  - Liopholidophis grandidieri
  - Madagascarophis citrinus
  - Pseudoxyrhopus ambreensis
  - Pseudoxyrhopus analabe
  - Pseudoxyrhopus ankafinaensis
  - Zonosaurus boettgeri
  - Zonosaurus haraldmeieri
  - Lygodactylus arnoulti
  - Lygodactylus blanci
  - Lygodactylus decaryi
  - Lygodactylus heterurus
  - Lygodactylus intermedius
  - Lygodactylus ornatus
  - Lygodactylus pauliani
  - Paroedura oviceps
  - Phelsuma klemmeri
  - Phelsuma seippi
  - Uroplatus alluaudi
  - Uroplatus phantasticus
  - Oplurus grandidieri
  - Amphiglossus macrolepis
  - Amphiglossus tsaratananensis
  - Trachylepis betsileana
  - Trachylepis madagascariensis
  - Paracontias brocchii
  - Brookesia tuberculata
  - Geodipsas boulengeri
  - Pseudoxyrhopus oblectator
  - Lygodactylus robustus
  - Lycodryas granuliceps
  - Trachylepis nancycoutuae
3. Podicipediformes
  - Tachybaptus rufolavatus
4. Insectivores
  - Microgale gracilis
5. Primates
  - Hapalemur alaotrensis

## Le problème de la déforestation

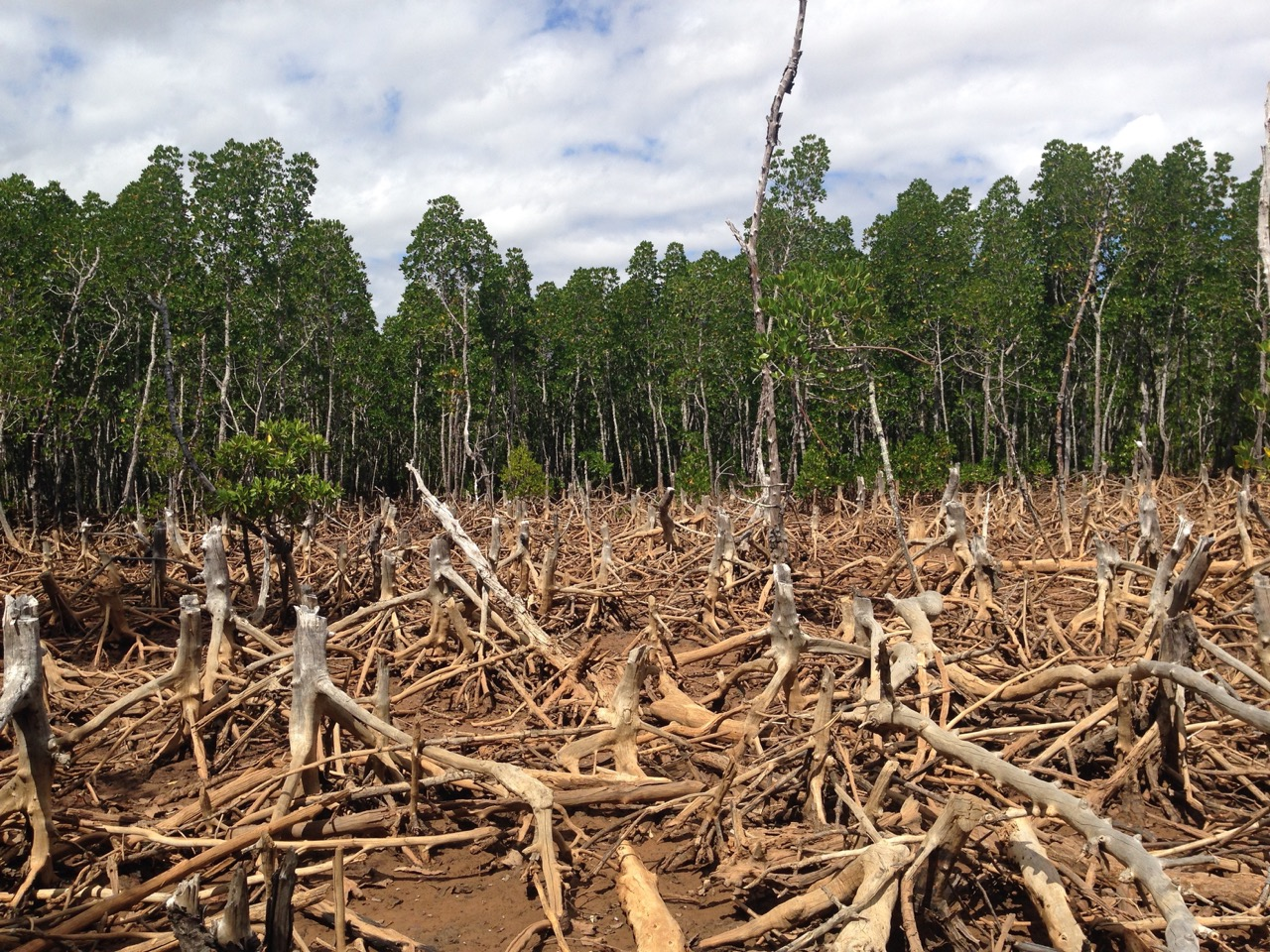
Déforestation de la forêt sèche à feuilles caduques, Madagascar.

Le principal enjeu des forêts subhumides de Madagascar est leur déforestation. Celle-ci y est plus sévère que dans les forêts tropicales de l'Est, ou les forêts sèches de l'Ouest. En 2000, on estimait qu'entre 200 000 et 300 000 hectares de forêt disparaissaient annuellement à Madagascar. L'ancienne "île verte" est désormais tristement surnommée "l'île rouge", d'après la couleur de sa terre mise à nu.

### Facteurs démographiques

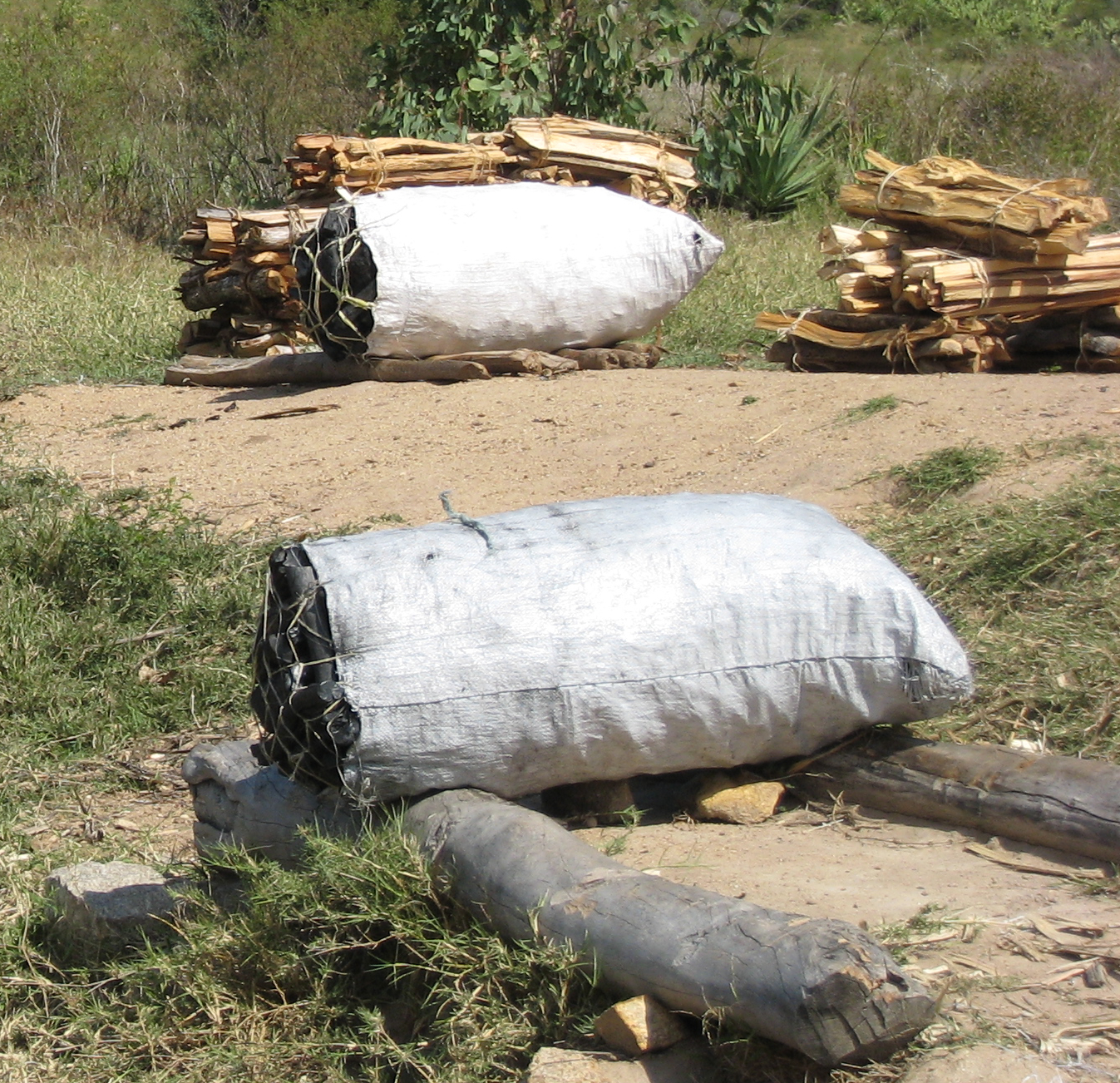
Vente de charbon de bois et de bois de chauffage le long de la route menant à la réserve privée de Berenty, dans le sud de Madagascar

La proximité avec la capitale Antananarivo et la densité élevée de population dans la région peuvent dans un premier temps donner des clefs pour élucider ce phénomène. En effet, ces foyers actifs de populations, réceptacles de migrations, sont en pleine croissance. Ils impliquent alors une demande élevée en énergie (charbon notamment) et en matière première en général, ce qui expliquerait la déforestation particulièrement intense qui y a cours.

### L'agriculture sur brûlis et ses conséquences

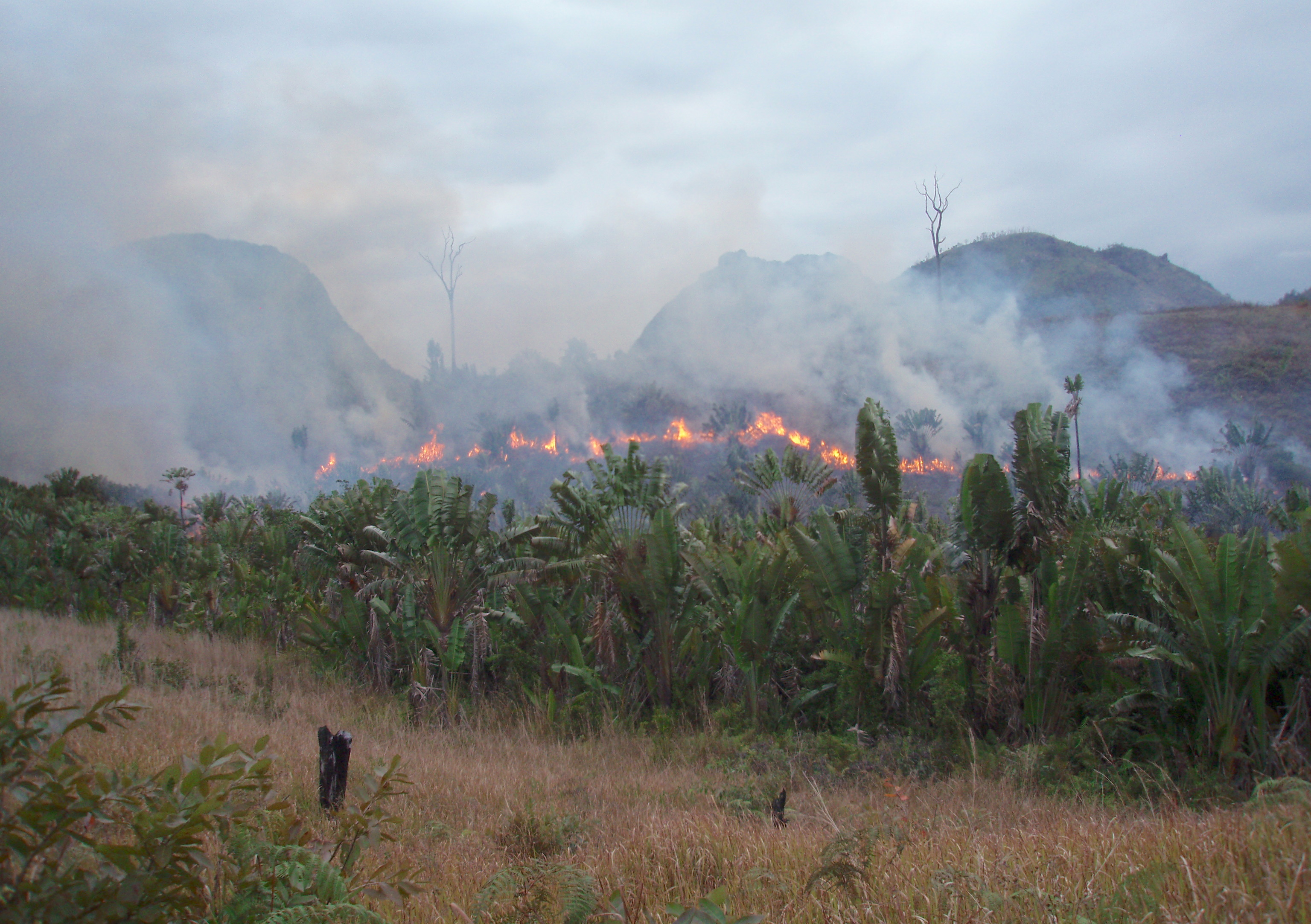
Pratiques illégales de culture sur brûlis dans la région Ouest de Manantenina, Madagascar

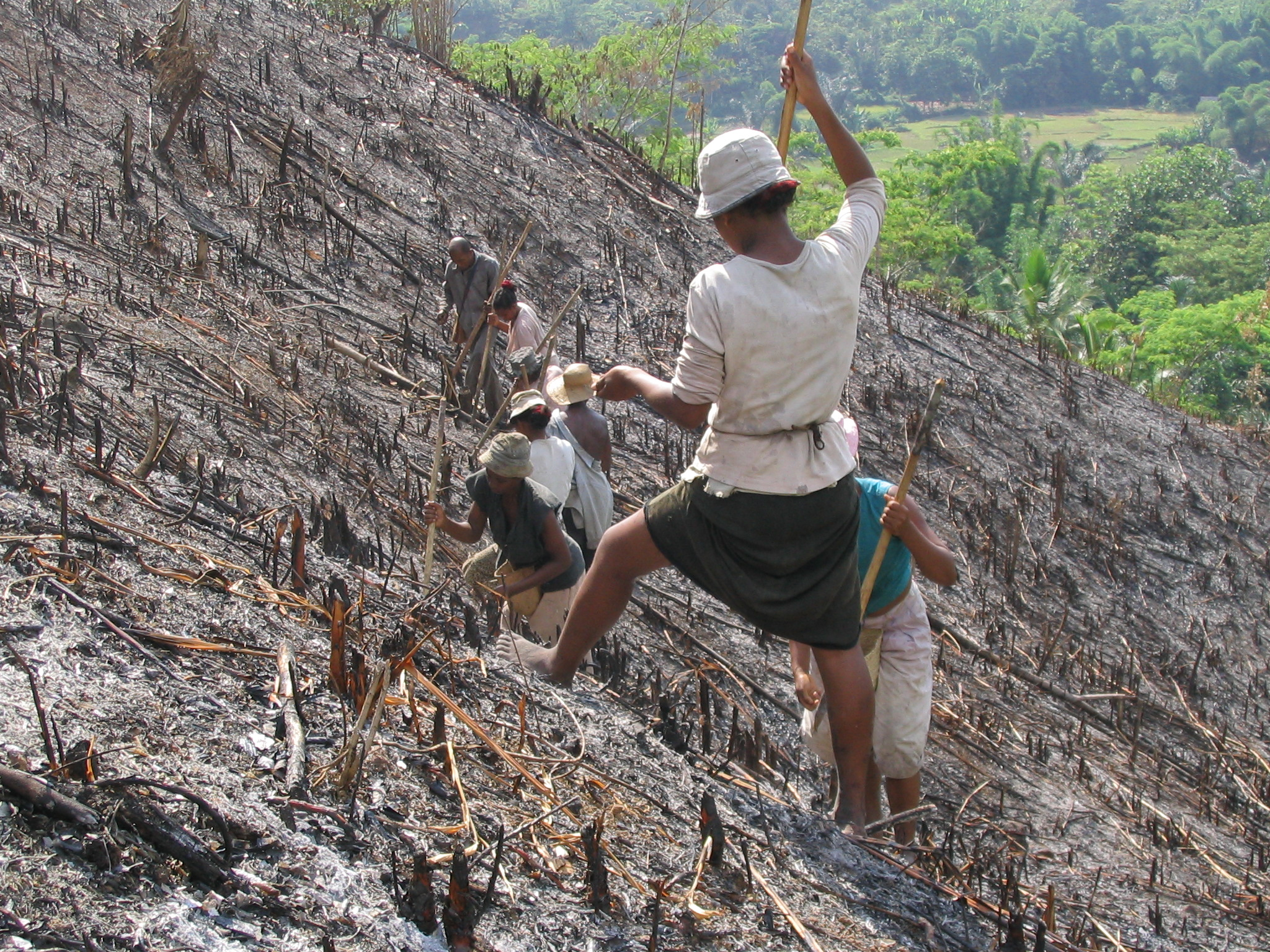
Malgaches plantant du riz sur des collines brûlées (tavy) près du parc national de Marojejy, Madagascar.

Mais plus que tout, c'est la pratique de l'agriculture sur brûlis par les peuples autochtones sur ces Hautes Terres qui est responsable de la plupart des dommages, tant sur la surface des forêts, que sur la biodiversité subitement réduite (plusieurs espèces sont en voie de disparition). La culture sur abattis-brûlis consiste à défricher sommairement une parcelle et y brûler la végétation. On y sème ensuite du maïs, du riz, du manioc... Les trois premières années environ, les rendements sont corrects, mais ensuite ils décroissent rapidement. Pratiquée à grande échelle, de façon répétée, et sans jachère, cette pratique agricole est dévastatrice pour la productivité des sols : la terre s'appauvrit en éléments nutritifs, les mauvaises herbes envahissent les parcelles, et les terrains deviennent totalement improductifs au bout d'une dizaine d'années. L'agriculteur doit abandonner sa parcelle inutilisable, qui sera généralement reconvertie pour d'autres secteurs d'activité humaine, et désormais particulièrement vulnérable aux risques d'incendie.
Cette pratique agricole extensive était au départ vivrière. Mais elle s'est orientée dans les années 2000 vers des buts commerciaux, en ce qui concerne la culture du maïs notamment, pour répondre aux besoins du marché intérieur et du marché extérieur (notamment celui de l'île de la Réunion). La logique de marché a donc pu favoriser la déforestation. La culture du riz dans les zones humides reste néanmoins la raison principale des défrichements.

### Zones protégées

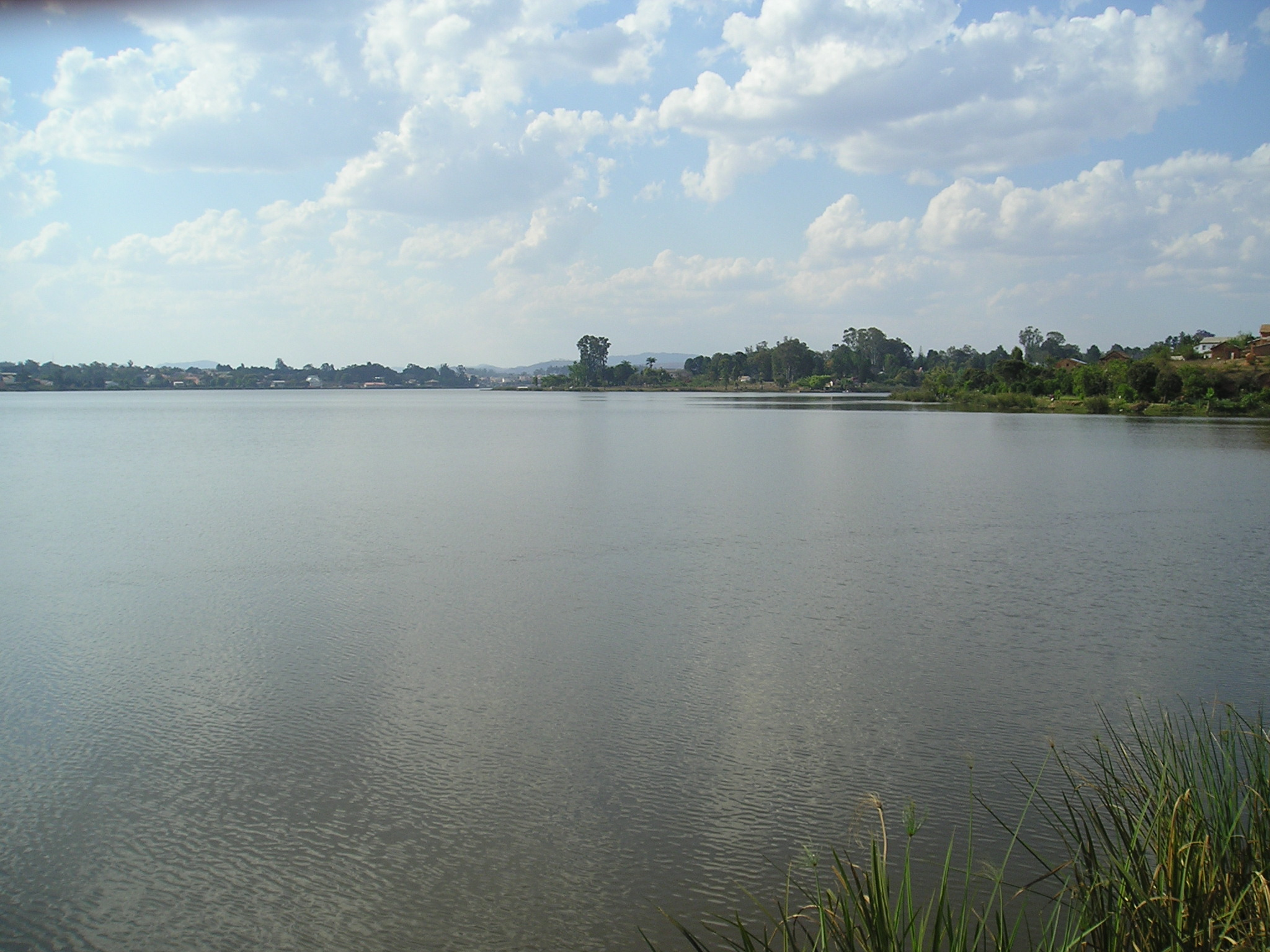
Le Lac Mamamba sur la route Ambohijanahary, Antananarivo Madagascar.

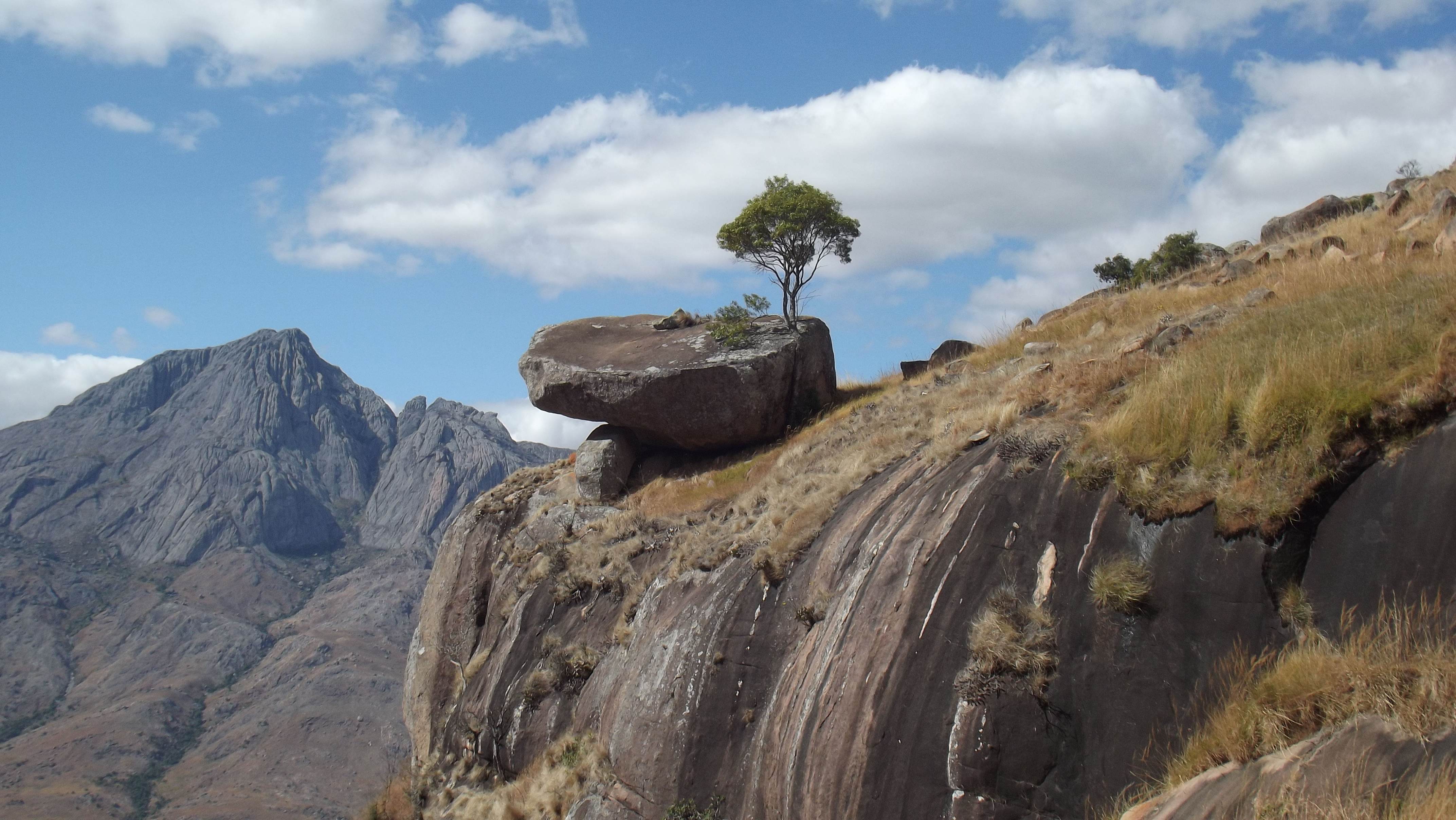
Montagne dans la réserve de Tsaranoro, Andringitra Madagascar.

Différentes zones sont classées comme protégées. Il s'agit des forêts de Ambohijanahary et Ambohitantely, des reliefs à l'Est d'Andringitra et des reliefs supérieurs du parc national de Ranomafana.
Mais, un manque de moyens, un personnel insuffisant ou insuffisamment formé, une gestion maladroite, voire un certain "relâchement" des autorités locales compétentes peuvent expliquer le manque de répression efficace, et donc la poursuite active de la déforestation au sein de ces dernières.